# Eocetus
Eocetus — це вимерлий ранній кит, відомий з раннього пізнього еоцену (бартонський період, 40.4–37.2 мільйонів років тому) формації Джуші в Гебель-Мокаттамі, Єгипет. Фраас вперше назвав цей зразок Mesocetus schweinfurthi. Однак раніше використовувалася назва Mesocetus, що спричинило зміну назви виду на Eocetus schweinfurthi. Оскільки рід вперше був описаний на початку 20 століття, кілька інших зразків, переважно ізольованих хребців, були віднесені до Eocetus, але таксономічний статус цих поширених зразків лишається спірним.